# Tirà becplaner de bigotis
El tirà becplaner de bigotis (Platyrinchus mystaceus) és un ocell de la família dels tirànids (Tyrannidae).

## Hàbitat i distribució
Viu entre la malesa del bosc, clars i matoll obert de les terres baixes i turons des de Costa Rica, oest i est de Panamà, Colòmbia, Veneçuela, Trinitat, Tobago i Guaiana, cap al sud, per l'oest dels Andes, fins l'oest de l'Equador i, a través de l'est de l'Equador i est del Perú fins al nord i l'est de Bolívia, a les terres baixes del nord, centre i est de Brasil, est de Paraguai i nord-est de l'Argentina.

## Taxonomia
Algunes classificacions consideren que la població occidental és en realitat una espècie diferent:
- Platyrinchus albogularis Sclater, PL, 1860 - tirà becplaner gorjablanc[3]